# Зальцаталь
Зальцаталь (нім. Salzatal) — громада в Німеччині, розташована в землі Саксонія-Ангальт. Входить до складу району Заалє.
Площа — 109,38 км2. Населення становить 11 325 ос. (станом на 31 грудня 2021).